# Эшкакон
Эшкакон (кабард.-черк. Ешкуэкуэн, карач.-балк. Эшкъакъон) — река в России, протекает в Малокарачаевском районе Карачаево-Черкесской республики. Длина реки составляет 44 км. Площадь водосборного бассейна — 292 км².
Начинается на северной окраине плато Бечасын. Течёт в общем северном направлении по ущелью, поросшему берёзовым лесом. Устье реки находится в 123 км по правому берегу реки Подкумок в населённом пункте Учкекен на высоте около 805 метров над уровнем моря.
Основные притоки: Теплушка (пр), Бабучайкол (лв), Гришкина Балка (пр), Чираккол (лв), Гораллкол (пр), Ранкол (пр), Камышлыкол (лв), Кзаракол (пр), Тошикташ (лв), Киччиузен (лв).
На реке Эшкакон есть Эшкаконская ГЭС.

## Данные водного реестра
По данным государственного водного реестра России относится к Западно-Каспийскому бассейновому округу, водохозяйственный участок реки — Подкумок от истока до города Кисловодск. Речной бассейн реки — Бессточные районы междуречья Терека, Дона и Волги.
Код объекта в государственном водном реестре — 07010000412108200001777.